# 日本大学法学部・大学院法学研究科及び新聞学研究科

法学部本館前の山田顕義胸像

日本大学法学部（にほんだいがくほうがくぶ、Nihon University College of Law）は法律学科・政治経済学科・新聞学科・経営法学科・公共政策学科の5学科を擁し、教育・研究する日本大学の学部である。また 、日本大学大学院法学研究科・大学院新聞学研究科（にほんだいがくだいがくいんほうがくけんきゅうか・だいがくいんしんぶんがくけんきゅうか）は法学や新聞学の理論および応用を教育・研究する大学院の研究科である。
略称は、「日法」（ニチホウ）、「日大法学部」。

## 概要

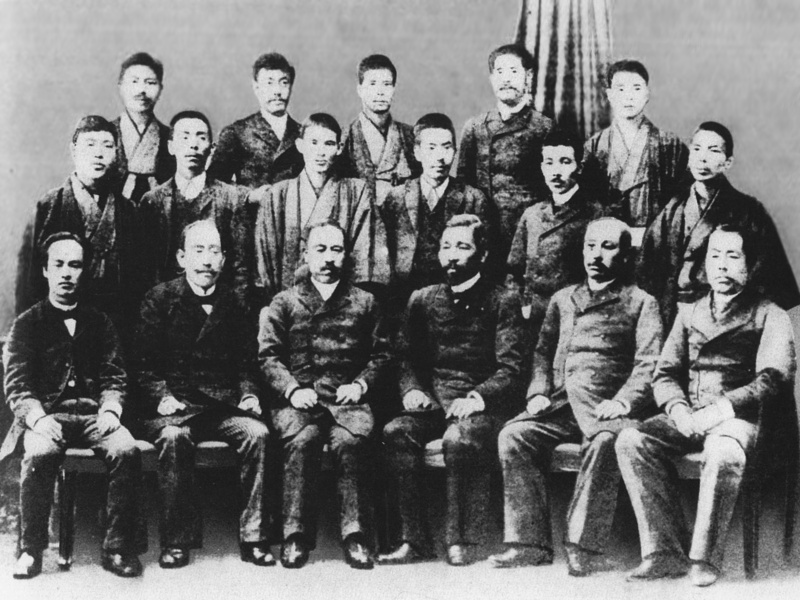
日本法律学校講師陣と第1回卒業生（1893年12月）

過去には司法に限られた活動領域に多数の実績を誇っていたが、近年では専門分野問わず幅広い領域で活動できるよう選択の視野を広げられる形に変化している。現在まで経済界、法曹界、政界などの分野と、これ以外にも多方面の業界に数多くの卒業生を送り出している。日本大学の前身は日本法律学校を始まりとしており、法学部本館前には象徴として近代法の祖であり日本大学の学祖でもある山田顕義の胸像が校内に建立されている。校門は法学部独自の特色として桜門（おうもん）が置かれている。
日本大学法学部は東京都千代田区神田三崎町の神田三崎町キャンパスに所在し、JR水道橋駅から徒歩2 - 5分程度の場所にある。キャンパス内に日本大学法科大学院、日本大学経済学部も所在し、かつては通信教育部も所在した。キャンパスの周囲は学生街の神田三崎町、古本の町として知られる神保町、東京ドームなどがある典型的な都市型キャンパスである。

## 沿革

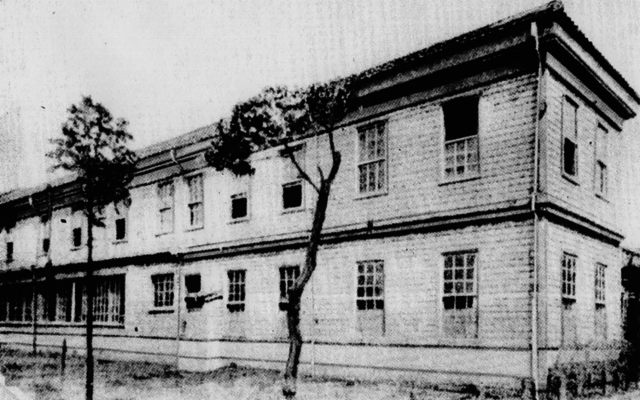
日本法律学校（1896年頃）

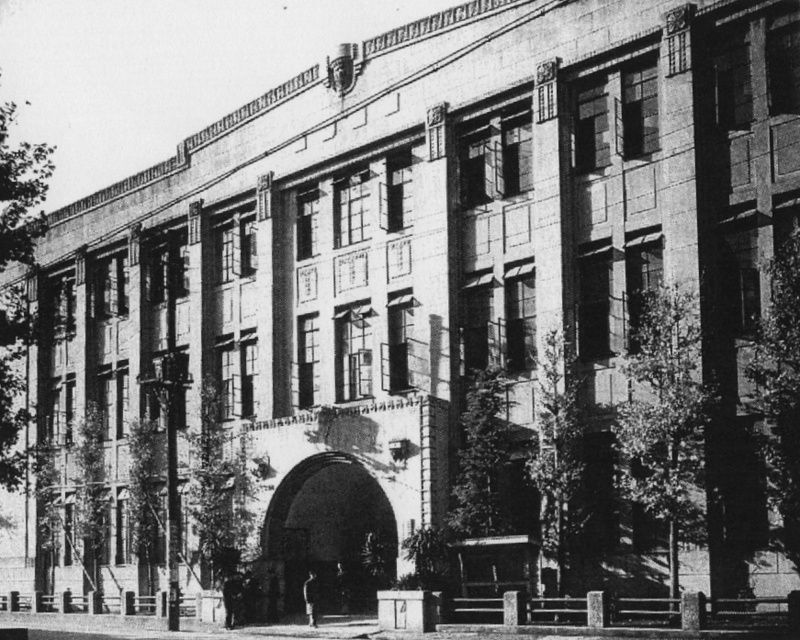
旧・法文学部本館

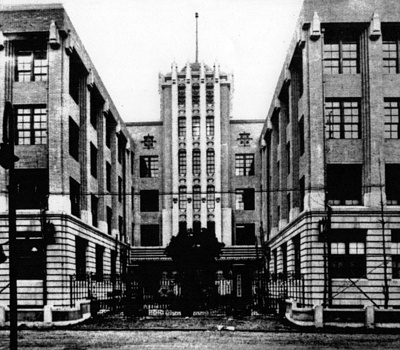
旧・日本大学本部・図書館棟

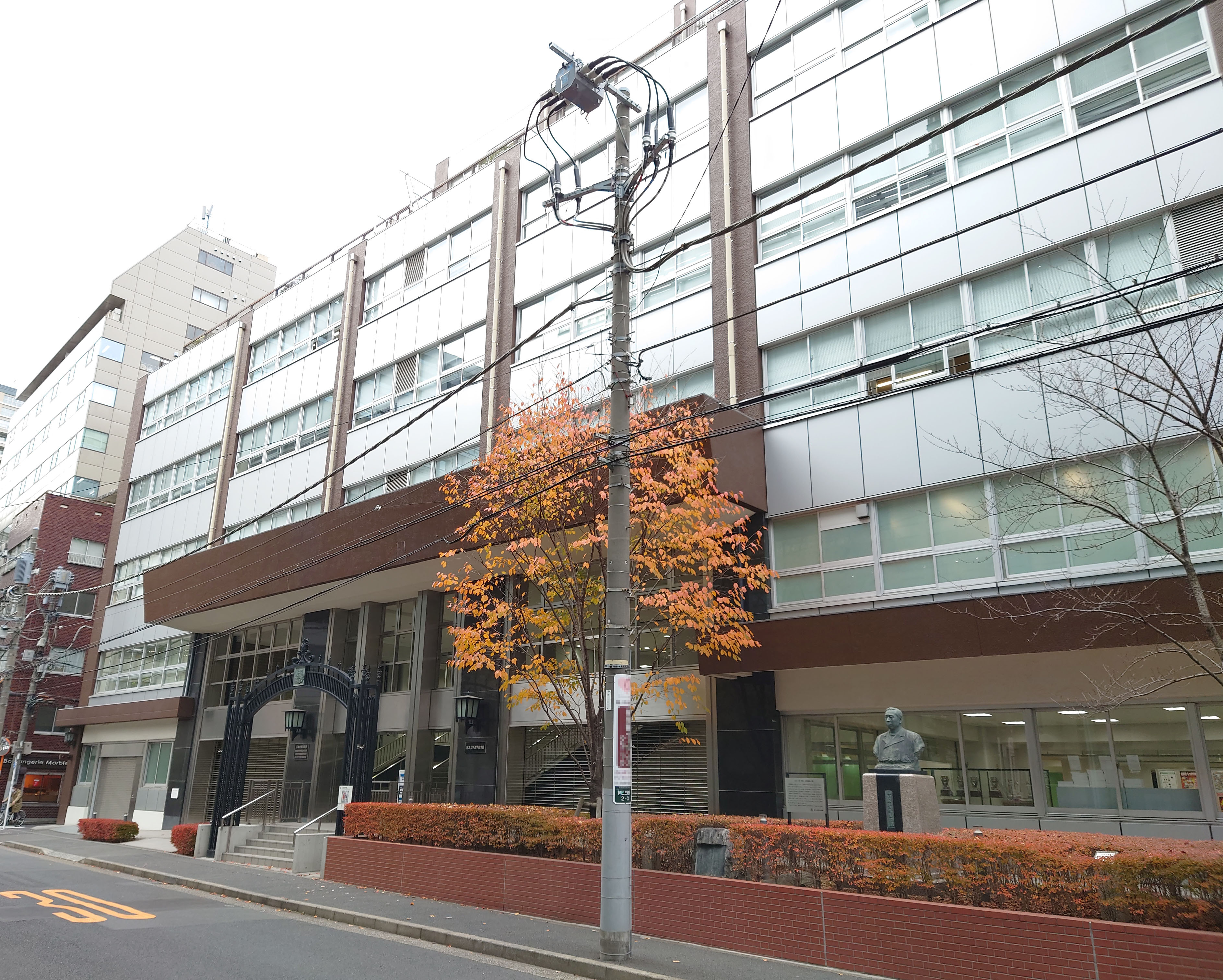
法学部１号館

- 1889年（明治22年） - 麹町区飯田町で日本法律学校（現・法学部）創立。学祖は山田顕義（司法大臣）。
- 1890年（明治23年） - 初代校長に金子堅太郎（後の司法大臣）就任。
- 1893年（明治26年） - 第1回卒業式（46名）。
- 1895年（明治28年） - 神田区一ツ橋通町（現・千代田区一ツ橋2丁目）の大日本教育会内に移転。
- 1896年（明治29年） - 神田区三崎町（現在の千代田区神田三崎町）に移転。
- 1898年（明治31年） - 卒業生に日本法律学士の称号授与が決定。日本法律学校を財団法人組織に改組。
- 1903年（明治36年） - 日本法律学校の校則を改めて大学組織とし、日本大学と改称。
- 1904年（明治37年） - 大学部法律学科に政治学科（Department of Political Science）を併設[1]、専門学校令による大学となる。
- 1920年（大正9年） - 大学令による日本大学（旧制大学）設立認可。法文学部（法律科・政治科・宗教科・社会科）を設置。校歌（初代）制定。専門部と高等師範部に女子の入学許可。
- 1923年（大正12年） - 専門学校令による大学廃止。関東大震災で三崎町の校舎全焼。
- 1927年（昭和2年） - 旧・法文学部本館が落成。
- 1929年（昭和4年） - 新校歌（現校歌）制定。
- 1940年（昭和15年） - 法文学部政治学科を政治経済学科と改称。
- 1944年（昭和19年） - 専門部法律科・政治科の学生募集停止。
- 1947年（昭和22年） - 法文学部新聞学科を新設。専門部法律科・政治経済科の学生募集再開。
- 1949年（昭和24年） - 新学制により大学設置認可。法文学部を法学部と文学部に再編。日本大学創立60周年記念式典を挙行。
- 1951年（昭和26年） - 大学院法学研究科を設置。旧制専門部廃止。
- 1959年（昭和34年） - 日本大学創立70周年記念式典。
- 1964年（昭和39年） - 経営法学科・管理行政学科 (Department of Management and Public Administration) を新設。
- 1968年（昭和43年） - 法学部本館落成。
- 1969年（昭和44年） - 創立80周年、法学部大宮校舎落成。1年次は大宮キャンパスへ移転[2]。
- 1979年（昭和54年） - 創立90周年。
- 1988年（昭和63年） - 法学部三島校舎設置（1992年まで）[3]。
- 1989年（平成元年） - 日本大学創立100周年記念式典。
- 1998年（平成10年） - 法学部2号館落成。
- 2004年（平成16年） - 法学部図書館落成。日本大学法科大学院を神田駿河台のお茶の水スクエアに開設。
- 2008年（平成20年） - 1年次を大宮キャンパスから三崎町キャンパスへ移転。
- 2009年（平成21年） - 創立120周年、管理行政学科を公共政策学科に改称、法学部10号館落成。
- 2010年（平成22年） - 大学院新聞学研究科を設置。
- 2014年（平成26年） - 創立125周年。法学部新ロゴマーク制定。日本大学法科大学院が神田三崎町に移転。
- 2016年（平成28年） - 法学部5号館落成。
- 2018年（平成30年） - 三崎町キャンパスを神田三崎町キャンパスへ名称変更。
- 2018年（平成30年） - 3号館跡地が多目的コートとなる。

## 学部・学科・課程・コース
- 法学部 (College of Law)
学位はいずれも「学士（法学）」
  - 法律学科（第一部）(Department of Law)
    - 法職課程
    - 総合法コース

  - 政治経済学科 (Department of Political Science and Economics)
    - 国際政治経済学コース
    - 日本政治コース
    - 地方行財政コース
    - 政治経済理論コース

  - 新聞学科 (Department of Journalism)
    - ジャーナリズム・モデル
    - 広報広告モデル
    - メディアコンテンツモデル

  - 経営法学科 (Department of Business Law)
    - ビジネス法コース
    - 国際法務コース
    - 知的財産コース

  - 公共政策学科 (Department of Public Policy and Affairs)
    - 行政職課程
    - 公共政策総合コース
    - 福祉・社会政策コース

  - 法律学科 (第二部)(Department of Law)
    - 総合法コース

他学部と連携した相互履修制度がある。法律学科（第二部）では2014年4月の1年次入学者より、長期履修学生制度を導入することとした。対象者は、日本大学法学部法律学科（第二部）に入学した学生である。

## 大学院・研究科及び独立研究科 ・専攻
以下は、法学部の大学院研究科（博士前期課程・博士後期課程）、および法学部のキャンパス内に設置している大学院独立研究科（専門職学位課程）である。
- 法学研究科 (Graduate School of Law)
  - 公法学専攻
    - 博士前期課程
    - 博士後期課程

  - 私法学専攻
    - 博士前期課程
    - 博士後期課程

  - 政治学専攻
    - 博士前期課程
    - 博士後期課程
- 新聞学研究科 (Graduate School of Journalism and Media)
  - 新聞学専攻
    - 博士前期課程
    - 博士後期課程
- 法務研究科（独立研究科）(Law School)
  - 法務専攻
    - 専門職学位課程

## キャンパス

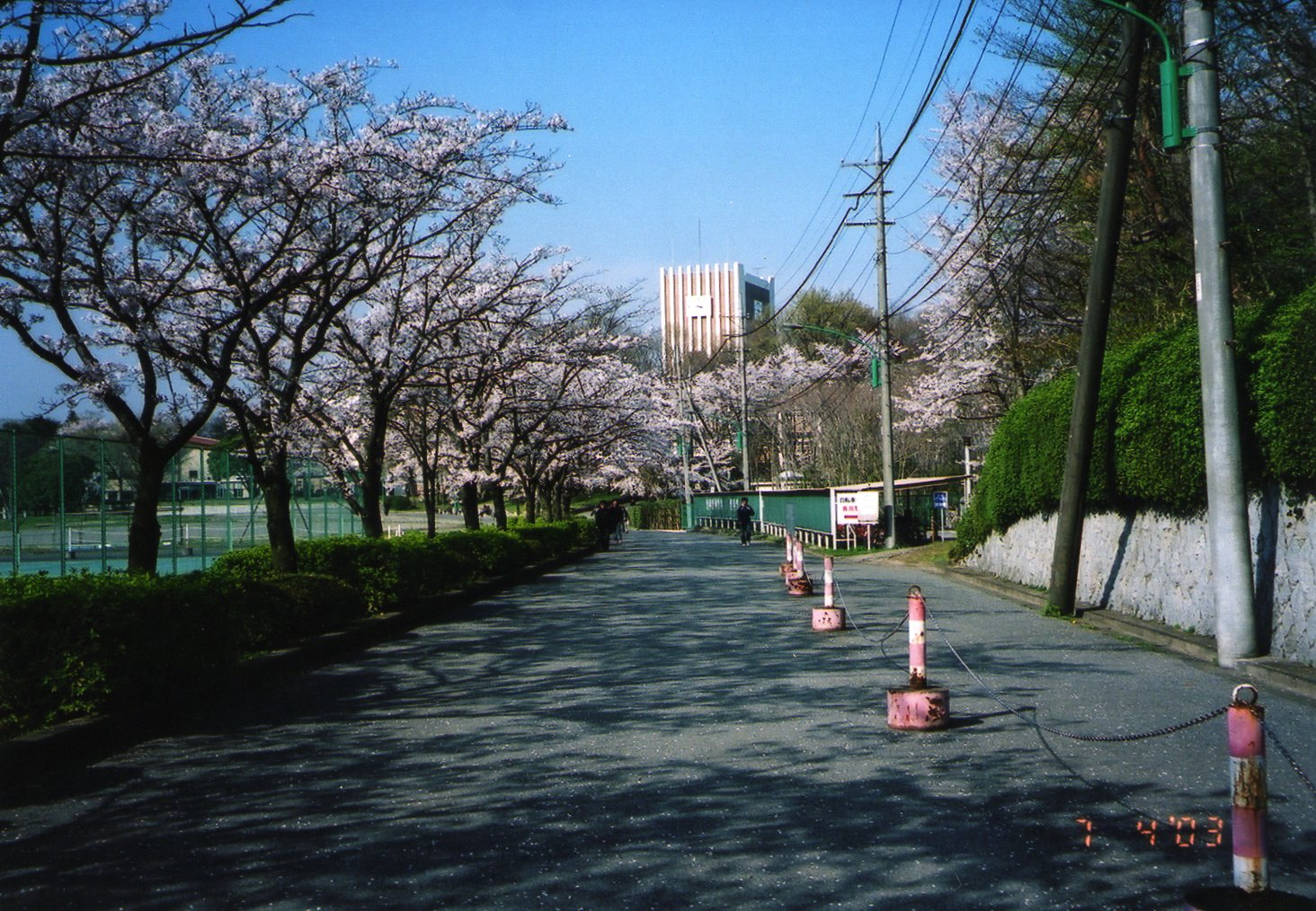
大宮グラウンドへと続く通路。

キャンパスは、東京都千代田区神田三崎町の日本大学神田三崎町キャンパスに位置する。また、埼玉県さいたま市見沼区東新井には大宮グラウンドがある。全学年神田三崎町キャンパスで学習するが、体育実技科目の一部は大宮グラウンドで開講される。

### 神田三崎町キャンパス
一部を除いた体育実技科目とすべての通常授業が実施される。
- 本館所在地：東京都千代田区神田三崎町2丁目3番1号
- 本館以外に、2号館・多目的コート（3号館建設予定地）・4号館・5号館・6号館・7号館・８号館・9号館・10号館・11号館・13号館・14号館・15号館・図書館がある。
- 本館・2号館・多目的コート（3号館建設予定地）・4号館・5号館・6号館・10号館・11号館・13号館・15号館の住所は神田三崎町、7号館・9号館・14号館・図書館の住所は西神田である。

#### アクセス
- JR東日本中央・総武緩行線水道橋駅より徒歩2分
- 都営三田線水道橋駅より徒歩3分
- 東京メトロ半蔵門線 都営三田線 新宿線 神保町駅より徒歩5分
- 東京メトロ丸ノ内線 南北線 後楽園駅より徒歩12分

### 大宮グラウンド
体育実技科目の一部が実施される。
- 所在地：埼玉県さいたま市見沼区東新井541番

#### アクセス
- JR東日本東北新幹線・上越新幹線・北陸新幹線・京浜東北線・宇都宮線・高崎線・湘南新宿ライン・上野東京ライン・埼京線・川越線・東武野田線・埼玉新都市交通ニューシャトル大宮駅東口から国際興業バスに約20分乗車、日大前で下車、徒歩約1分

### 箱根仙石原寮
通常授業は実施されない。厚生施設であり、ゼミナールやサークルの合宿に利用される。
- 所在地：神奈川県足柄下郡箱根町仙石原1236番

#### アクセス
- JR東海御殿場線御殿場駅より小田急ハイウェイバス箱根線箱根小田急山のホテル行（バスタ新宿始発）または箱根登山バス（御殿場駅始発）天悠行・箱根湯本駅行に約15分乗車、富士屋仙石ゴルフ場（箱根登山バスは「ゴルフ場」）で下車、徒歩約1分

## 関係者

### 著名な出身者

#### 政界
- 秋田清 - 第30代衆議院議長、内閣参議、第4代厚生大臣、第19代拓務大臣、衆議院議員（10期）、裁判官
- 浅川義治 - 衆議院議員、横浜市会議員（1期）
- 浅原健三 - 労働運動家、衆議院議員、石原莞爾側近
- 新井康之 - 埼玉県越生町長
- 新垣邦男 - 衆議院議員、北中城村長（4期）
- 池田正之輔 - 科学技術庁長官、衆議院議員、読売新聞記者・論説委員、報知新聞常務、同盟通信社理事、日本民主党副幹事長
- 石田勝之 - 内閣府副大臣、衆議院財務金融委員長、衆議院議員（4期）、改革クラブ幹事長
- 猪俣浩三 - 衆議院議員、アムネスティ・インターナショナル日本支部理事長、弁護士
- 岩崎純三 - 第11代総務庁長官、参議院議員（4期）、第2代真岡市長
- 内田康宏 - 愛知県岡崎市長、愛知県議会議員
- 内海安吉 - 日本自由党創立委員、衆議院議員、建設政務次官、自由党党務部長、自由民主党相談役
- 江渡聡徳[5] - 衆議院議員、防衛大臣
- 大島九州男 - 参議院議員
- 太田和美 - 第7代千葉県柏市長、衆議院議員（3期）、千葉県議会議員（1期）
- 小川勝也 - 参議院議員、防衛副大臣
- 小沢一郎 - 自治大臣、国家公安委員会委員長、内閣官房副長官、衆議院議員、自由民主党幹事長、新進党代表
- 小沢佐重喜 - 第21代行政管理庁長官、第19代北海道開発庁長官、第10代建設大臣、初代郵政大臣、初代電気通信大臣、第54代逓信大臣、第11代運輸大臣、衆議院議員（10期）
- 小田切康彦 - 長野県宮田村長[6]
- 梶山弘志 - 第25-26代経済産業大臣、行政改革担当大臣兼内閣府特命担当大臣（地方創生、規制改革）（第3次安倍第3次改造内閣・第4次安倍内閣）、衆議院議員
- 粕谷茂 - 第50代北海道開発庁長官、第19代沖縄開発庁長官、衆議院予算委員長、衆議院議員（9期）
- 加藤勘十 - 労働運動家、衆議院議員、労働大臣
- 川崎克 - 衆議院議員、司法政務次官
- 河本敏夫 - 第15代沖縄開発庁長官、第32・34代経済企画庁長官、第34・36代通商産業大臣、第28代郵政大臣、衆議院議員（17期）、第26・28代自由民主党政務調査会長
- 川松真一朗 - 東京都議会議員、テレビ朝日アナウンサー
- 上林山栄吉 - 第21代防衛庁長官、郵政政務次官、衆議院議員（9期）
- 工藤鉄男 - 衆議院議員、行政管理庁長官
- 小泉純也 - 衆議院議員、内務参与官、防衛庁長官
- 小林錡 - 衆議院議員、裁判官弾劾裁判所裁判長
- 小宮山重四郎 - 衆議院議員、郵政大臣
- 清水敏男 ‐ 福島県いわき市長、福島県議会議員
- 清水勇人 - 埼玉県さいたま市長、埼玉県議会議員
- 白保台一 - 衆議院議員
- 鈴木政二 - 内閣官房副長官（第3次小泉改造内閣・第1次安倍内閣）、参議院議員（3期）、愛知県議会議員（4期）、知立市議会議員（1期）
- 鈴木晶雅 - 東京都大田区長、東京都議会議員、大田区議会議員
- 世耕弘一 - 第7代経済企画庁長官、衆議院議員（8期）、近畿大学理事長
- 園田康博 - 衆議院議員、環境副大臣
- 戸塚進也 - 静岡県掛川市長、衆議院議員（3期）、参議院議員（2期）、静岡県議会議員（1期）、旧掛川市議会議員（1期）
- 富岡勝則 - 埼玉県朝霞市長、埼玉県議会議員
- 中村喜四郎 - 衆議院議員、建設大臣、科学技術庁長官、自由民主党総務局長
- 中山利生 - 第52代防衛庁長官、衆議院議員（9期）
- 沼田和利 - 茨城県牛久市長、茨城県議会議員
- 野田国義 - 参議院議員、衆議院議員（1期）、福岡県八女市長（4期）
- 箸本太吉 - 衆議院議員、外務参与官、ジャーナリスト
- 秦野章 - 参議院議員、警視総監、法務大臣
- 服部征夫 - 東京都台東区長、東京都議会議員、台東区議会議員
- 花村四郎 - 弁護士、衆議院議員、裁判官弾劾裁判所裁判長、法務大臣
- 福士珠美 - 参議院議員、青森テレビアナウンサー
- 松田源治 - 第18代衆議院副議長、第42代文部大臣、第2代拓務大臣、衆議院議員（9期）
- 松永東 - 第45代衆議院議長、第46代文部大臣、衆議院議員（9期）、弁護士、弁理士

- 山口泰明 - 衆議院議員（7期）、内閣府副大臣
- 山崎正昭 - 第30代参議院議長、第29代参議院副議長、内閣官房副長官（第1次小泉第2次改造内閣 - 第3次小泉内閣）、参議院議員、第73代福井県議会議長、第72代福井県議会副議長、福井県議会議員（4期）、大野市議会議員（1期）、自由民主党参議院幹事長
- 湯川一行 - 衆議院議員（1期）
- 吉住健一 - 東京都新宿区長、東京都議会議員
- 渡辺敬夫 - 福島県いわき市長、福島県議会議長

##### 日本国外
- 戴季陶 - 蔣緯国の実父、孫文の側近　国民政府考試院院長、中国国民党の理論家、中華民国国歌作詞者
- 陳則民 - 中華民国の政治家、弁護士　北京政府大総統府顧問、中華民国維新政府 教育部部長、江蘇省省長、南京国民政府（汪兆銘政権）江蘇省省長
- 董必武 - 中華人民共和国国家副主席・国家主席代理

#### 財界
- 川島宏 - 元東急ストア社長、元日本チェーンストア協会会長
- 齊藤了英 - 大昭和製紙(現日本製紙)元社長
- 島田慎二 - 元千葉ジェッツふなばし社長、ジャパン・プロフェッショナル・バスケットボールリーグ理事長
- 玉置正和 - 元千代田化工建設社長
- 堀澄也 - ヤクルト代表取締役会長、東京ヤクルトスワローズオーナー
- 根岸孝成 - ヤクルト本社代表取締役社長、ヤクルト球団代表取締役オーナー
- 菊池康雄 - 栃木銀行元代表取締役会長、元第二地方銀行協会会長
- 田中良和 - グリー創業者

#### 官界
- 山岡萬之助 - 元司法省監獄局長（後の行刑局長）、 元内務省警保局長、元貴族院議員、元東京弁護士会会長、元関東長官、日本大学名誉総長
- 太田為吉 - 外交官　駐スペイン公使、駐ソビエト連邦大使
- 落合慶四郎 - 内務官僚　大分県警察部長、三重県警察部長、長野県警察部長、群馬県内務部長、秋田県内務部長、石川県内務部長、愛知県警察部長、神奈川県内務部長、徳島県知事、東京市第一助役、宇都宮市長、福井市長
- 東條敬 - 財務官僚　元財務省北海道財務局長、元財務省財務総合政策研究所教授、元福邦銀行頭取
- 石丸敬次 - 内務官僚　官選第34代富山県知事、厚生省保険局長
- 宮川正　- 内閣情報調査室内閣衛星情報センター所長、元防衛省情報本部長、元西部航空方面隊司令官
- 大関東支夫 - 元東京都総務局長、元東京都競馬社長、元東京サマーランド社長、全国技能士会連合会会長
- 櫻井巖 - 元東京都財務局長、元コスモス青山社長、多摩都市構想研究会会長
- 日野徹 - さいたま市副市長、元さいたま市水道事業管理者

#### 学界
- 太田宏 - 早稲田大学教授
- 永田菊四郎 - 日本大学名誉総長
- 高梨公之 - 日本大学名誉総長
- 宮脇淳 - 行政学、財政学、北海道大学名誉教授、元日本総合研究所主席研究員、元北海道大学公共政策大学院院長、元内閣府参与・元地方分権改革推進委員会事務局長
- 中村芳昭 - 青山学院大学名誉教授

#### 法曹界
- 河村大助 - 元最高裁判所判事
- 高橋義次 - 元日弁連会長、極東国際軍事裁判海軍主任弁護人
- 八束和廣 - 元横浜家庭裁判所長、元福岡高等裁判所部総括判事
- 三上英雄 - 元日弁連副会長、元東京弁護士会会長、元衆議院議員、元東京市会議員、元杉並町会議長、元日本大学本部顧問
- 東谷隆夫 - 元日弁連副会長、元法務省公安審査委員会委員長代理
- 木津川迪洽 - 元日弁連副会長
- 加藤康榮 - 元東京地検特捜部検事、元法務総合研究所教官・研修部長、元東京高等検察庁検事、元広島法務局長、元最高検察庁検事、公証人、弁護士、前日本大学大学院法務研究科長、日本大学大学院法務研究科教授

#### その他
- 土門拳 - 写真家
- 高田ひろお - 絵本作家
- 淀川長治 - 映画評論家
- 鳴海章 - 小説家
- 藤田和日郎 - 漫画家
- 田山花袋 - 小説家
- 白井喬二 - 時代小説作家
- 梅宮辰夫 - 俳優・タレント
- 郷ひろみ - 歌手、俳優
- 関根勤 - お笑い芸人
- 柳ジョージ - ミュージシャン
- 大倉士門 - モデル
- 佐藤栄太郎 - 佐藤栄学園理事長
- 内田理央 - 女優
- 橋元恵一 - 音楽プロデューサー、イベントプロデューサー
- 伊達宗克 - ジャーナリスト、元NHK解説委員
- 池上正樹 - ジャーナリスト
- 多田文明 - ジャーナリスト
- 熊井幹 - NHKアナウンサー
- 柴田拡正 - NHKアナウンサー
- 小髙茉緒 -　日本テレビアナウンサー
- 小穴浩司 - フジテレビ社員、同局元アナウンサー
- 石川愛 - 福岡放送アナウンサー
- 佐藤けい - テレビ山口アナウンサー
- 吉田一将 - プロ野球選手
- 戸根千明 - プロ野球選手
- 京田陽太 - プロ野球選手
- 高梨俊一 - ゲームデザイナー
- 古橋廣之進 - 水泳選手、日本水泳連盟名誉会長
- 橋爪四郎 - 水泳選手、ヘルシンキオリンピック競泳男子1500m自由形銀メダリスト、玉置正和の弟
- 百田力 - プロレスラー
- 佐々木左之介 - 実業家、元プロボクサー、第56代日本ミドル級チャンピオン
- 嶋津輝 - 小説家